# Mark Rubinstein
Mark Edward Rubinstein (* 8. Juni 1944; † 9. Mai 2019 in Tiburon, Kalifornien) war Inhaber der Paul-Stephens-Professur für Angewandte Anlageanalyse an der Haas School of Business der University of California, Berkeley.
Als führender Finanzwissenschaftler lag der Fokus seiner Arbeit auf Derivaten, insbesondere Optionen. Er war vor allem aufgrund seiner Arbeit zum Binomialmodell (auch Cox-Ross-Rubinstein-Modell) bekannt. 1993 war er Präsident der American Finance Association. 1995 wurde er von der International Association of Financial Engineers zum Financial Engineer of the Year ernannt.
Rubinstein hatte einen BA-Abschluss in Volkswirtschaftslehre von der Harvard University, einen MBA in Finanzwissenschaften von der Stanford University und einen Doktor in Finanzwissenschaften von der University of California, Los Angeles.